# Índio (football, 1931)
Pour les articles homonymes, voir Indio.
Aluísio Francisco da Luz, plus connu sous le nom d'Índio, né le 1er mars 1931 à Cabedelo au Paraïba (Brésil) et mort le 19 avril 2020 à Rio de Janeiro (Brésil), est un joueur international brésilien de football qui évoluait au poste d'attaquant. À sa mort, il était le dernier représentant de l'équipe du Brésil à la coupe du monde de 1954.

## Palmarès
- Tournoi initial : 2

Flamengo : 1951 et 1952
- Championnat de Rio de Janeiro : 3

Flamengo : 1953, 1954 et 1955